# História do transtorno bipolar
As variações cíclicas no humor e nos níveis de energia foram registadas há pelo menos vários milhares de anos. As palavras "melancolia" (uma palavra antiga para depressão) e "mania" têm as suas origens etimológicas no grego antigo. A palavra melancolia é derivada de melas/μελας, que significa "preto", e chole/χολη, que significa "bile" ou "fel", indicativo das origens do termo nas teorias humorais pré-hipocráticas. Um homem conhecido como Aretaeus da Capadócia tem os primeiros registos de análise dos sintomas de depressão e mania no século I da Grécia. Há documentação que explica como os sais de banho eram usados para acalmar as pessoas com sintomas maníacos e também ajudar as pessoas que sofrem de depressão. Ainda hoje, o lítio é usado como tratamento para o transtorno bipolar, o que é significativo porque o lítio poderia ter sido um ingrediente do sal de banho grego. Séculos se passaram e muito pouco foi estudado ou descoberto. Foi apenas em meados do século XIX que um psiquiatra francês chamado Jean-Pierre Falret escreveu um artigo descrevendo a "insanidade circular" e acredita-se que este seja o primeiro diagnóstico registado de transtorno bipolar. Anos depois, no início dos anos 1900, Emil Kraepelin, um psiquiatra alemão, analisou a influência da biologia nos transtornos mentais, incluindo o transtorno bipolar. Os seus estudos ainda hoje são usados como base para a classificação de transtornos mentais.

## As origens linguísticas da mania em relação ao transtorno bipolar
As origens linguísticas da mania, no entanto, não são tão claras. Várias etimologias são propostas pelo médico romano Caelius Aurelianus, incluindo a palavra grega "ania", que significa produzir grande angústia mental, e "manos", que significa relaxado ou solto, que contextualmente se aproximaria de um relaxamento excessivo da mente ou da alma. Há pelo menos cinco outros candidatos, e parte da confusão em torno da etimologia exata da palavra mania é o seu uso variado na poesia e mitologias pré-hipocráticas.

## Relação entre a mania e a melancolia
A ideia de uma relação entre a mania e a melancolia remonta pelo menos ao século II Sorano de Éfeso (98–177) descreveu a mania e a melancolia como doenças distintas com etiologias distintas; no entanto, ele reconheceu que "muitos outros consideram a melancolia uma forma da doença maníaca".
As primeiras descrições escritas de uma relação entre a mania e a melancolia são atribuídas a Areteu. Areteu foi um filósofo e médico eclético que viveu na Alexandria entre 30 e 150. Areteu é reconhecido como o autor da maioria dos textos sobreviventes que se referem a um conceito unificado de doença maníaco-depressiva, vendo tanto a melancolia quanto a mania como tendo uma origem comum na "bile negra".

## Origem do transtorno bipolar como sendo uma doença mental
Uma compreensão clara do transtorno bipolar como uma doença mental foi reconhecida pelos primeiros autores chineses. O enciclopedista Gao Lian (c. 1583) descreve a doença nos seus Oito Tratados sobre a Nutrição da Vida (Ts'un-sheng pa-chien).
A base da conceituação atual da doença maníaco-depressiva pode ser rastreada até a década de 1850; em 31 de janeiro de 1854, Jules Baillarger descreveu à Academia Imperial Francesa de Medicina uma doença mental bifásica que causava oscilações recorrentes entre mania e depressão, a que ele chamou de folie à double forme ('insanidade de forma dupla'). Duas semanas depois, em 14 de fevereiro de 1854, Jean-Pierre Falret apresentou uma descrição à Academia sobre o que era essencialmente o mesmo transtorno, designado-o de folie circulaire ('insanidade circular'). Os dois disputaram amargamente sobre quem foi o primeiro a conceituar a condição.
Estes conceitos foram desenvolvidos pelo psiquiatra alemão Emil Kraepelin (1856-1926), que, usando o conceito de Kahlbaum de ciclotimia, categorizou e estudou o curso natural de pacientes bipolares não tratados. Ele criou o termo psicose maníaco-depressiva, depois de ter constatado que os períodos de doença aguda, fosse à mania ou na depressão, foram geralmente seguidos de intervalos relativamente livres de sintomas em que o doente foi capaz de funcionar normalmente.

### Distinção entre depressão-maníaca envolvendo estados psicóticos daquela que não envolve
A primeira distinção diagnóstica a ser feita entre a depressão-maníaca envolvendo estados psicóticos, daquele que não, veio de Carl Jung em 1903. A distinção de Jung é hoje referida no DSM-IV como aquela entre 'bipolar I' (mania envolvendo possíveis episódios psicóticos) e 'bipolar II' (hipomania sem psicose). No seu artigo, Jung introduziu a versão não psicótica da doença com a afirmação introdutória: "Gostaria de publicar uma série de casos cuja peculiaridade consiste num comportamento hipomaníaco crónico" onde "não é uma questão de mania real, mas sim de um estado hipomaníaco que não pode ser considerado psicótico”. Jung ilustrou a variação não psicótica com 5 casos, cada um envolvendo comportamento hipomaníaco, crises ocasionais de depressão e estados de humor mistos, que envolveram transtornos pessoais e interpessoais para cada paciente.

## Opções iniciais de tratamento
Após a Segunda Guerra Mundial, John Cade, um psiquiatra australiano, investigava os efeitos de vários compostos em pacientes veteranos com psicose maníaco-depressiva. Em 1949, Cade descobriu que o carbonato de lítio poderia ser usado como um tratamento bem-sucedido da psicose maníaco-depressiva. Como havia o medo de que os substitutos do sal de cozinha pudessem levar à toxicidade ou à morte, as descobertas do Cade não levaram imediatamente a tratamentos. Na década de 1950, os hospitais americanos começaram a fazer experiências com lítio nos seus pacientes. Em meados dos anos 60, começaram a aparecer na literatura médica relatórios sobre a eficácia do lítio. A Food and Drug Administration dos EUA não aprovou o uso do lítio até 1970.

## Progressão da "reação" maníaco-depressiva para "doença" maníaco-depressiva
O termo "reação maníaco-depressiva" apareceu no primeiro Manual de Diagnóstico da Associação Americana de Psiquiatria em 1952, influenciado pelo legado de Adolf Meyer, que introduziu o paradigma da doença como uma reação de fatores biogenéticos a influências psicológicas e sociais. A subclassificação do transtorno bipolar foi proposta pela primeira vez pelo psiquiatra alemão Karl Leonhard em 1957; ele também foi o primeiro a introduzir os termos bipolar (para aqueles com mania) e unipolar (apenas para aqueles com episódios depressivos).
Em 1968, ambos os sistemas de classificação recentemente revisados CID-8 e DSM-II denominaram a condição de "doença maníaco-depressiva" quando o pensamento biológico veio à tona.

## Classificação atual do transtorno bipolar
A nosologia atual, transtorno bipolar, tornou-se popular apenas recentemente, e alguns indivíduos preferem o termo mais antigo porque fornece uma descrição melhor de uma doença multidimensional em constante mudança. 
O trabalho empírico e teórico sobre o transtorno bipolar tem, ao longo da história, "oscilado" entre as formas de compreensão psicológicas e biológicas. Apesar do trabalho de Kraepelin (1921) enfatizar o contexto psicossocial, as concepções do transtorno bipolar como uma doença de base genética dominaram o século XX. Desde a década de 1990, entretanto, há um ressurgimento do interesse e da pesquisa sobre o papel dos processos psicossociais.

## Citações
1. ↑  Lithium: historical information. (2016). Retrieved February 13, 2017, from https://www.webelements.com/lithium/history.html
2. 1 2  Liddell, Henry George and Robert Scott (1980). A Greek-English Lexicon (Abridged ed.). United Kingdom: Oxford University Press. ISBN 0-19-910207-4.
3. ↑  Krans & Cherney 2016.
4. 1 2  Angst & Marneros 2001.
5. ↑  Marneros, Andreas; Goodwin, Frederick K. (2005). "Bipolar disorders beyond major depression and euphoric mania" (PDF). Bipolar disorders: Mixed states, rapid cycling and atypical forms. Cambridge. ISBN 9780521835176. Retrieved 1 January 2018.
6. ↑  Mondimore 2005, p. 49.
7. ↑  Roccatagliata 1986.
8. 1 2  Akiskal 1996.
9. ↑  Marneros 2001.
10. ↑  "Refined Pleasures in the Study :Treasures and Curios from Traditional Study". Archived from the original on September 28, 2007.
11. ↑  Pichot 2004.
12. ↑  Sedler 1983.
13. ↑  Millon, Theordore (1996). Disorders of Personality: DSM-IV-TM and Beyond. New York: John Wiley and Sons. p. 290. ISBN 0-471-01186-X.
14. ↑  Kraepelin, Emil (1921). Manic-depressive Insanity and Paranoia. ISBN 0-405-07441-7.
15. 1 2 3  Thompson, J. (2012) A Jungian Approach to Bipolar Disorder, Soul Books
16. ↑  Jung 1970.
17. ↑  Jung 1970, p. 109-111.
18. ↑  Cade JF (September 1949). "Lithium salts in the treatment of psychotic excitement" (PDF). Med. J. Aust. 2 (10): 349–52. doi:10.1080/j.1440-1614.1999.06241.x. PMC 2560740. PMID 18142718.
19. ↑  Mitchell PB, Hadzi-Pavlovic D (2000). "Lithium treatment for bipolar disorder" (PDF). Bull. World Health Organ. 78 (4): 515–7. PMC 2560742. PMID 10885179.
20. ↑  Goodwin & Jamison 1990, p. 60–61.
21. ↑  Goodwin & Jamison 1990, p. 62.
22. ↑  Goodwin & Jamison 1990, p. 88.
23. ↑  Alloy, LB; Abramson, LY; Urosevic, S; Walshaw, PD; Nusslock, R; Neeren, AM (2005). "The psychosocial context of bipolar disorder: environmental, cognitive, and developmental risk factors". Clinical Psychology Review. 25 (8): 1043–75. doi:10.1016/j.cpr.2005.06.006. PMID 16140445.